# Piper guanahacabibense
Piper guanahacabibense är en pepparväxtart som beskrevs av A. Borhidi. Piper guanahacabibense ingår i släktet Piper och familjen pepparväxter. Inga underarter finns listade i Catalogue of Life.